# Willich (Adelsgeschlecht, 1765)
Willich ist der Name eines aus der Mark Brandenburg stammenden Adelsgeschlechts, dessen sichere Stammreihe mit Martin Willich (1583–1633) beginnt, Gymnasialrektor und Archidiakon an der Petrikirche in Cölln an der Spree, kurfürstlich brandenburgischer Konsistorialrat und Hofprediger in Berlin, seit 1614 Pastor an der Katharinenkirche in Hamburg.

## Standeserhebung
Reichsadelsstand am 21. März 1765 in Wien für Georg Wilhelm Willich, kurfürstlich braunschweig-lüneburgischer Oberappellationsrat in Celle, mit braunschweigisch-lüneburgischer Adelsanerkennung am 1. Juli 1766.

## Wappen
- Stammwappen: In Silber ein mit drei gestielten roten Rosen bestücktes rotes Herz zwischen zwei goldenen Sternen.
- Wappen von 1765, identisch mit Willich (Adelsgeschlecht, 1786): Unter blauem Schildhaupt, darin zwei goldene Sterne, in Silber ein rotes Herz, aus dem drei rote Rosen wachsen. Auf dem Helm mit rechts blau-goldenen, links rot silbernen Helmdecken ein goldener Stern zwischen offenem schwarzen Flug.

## Namensträger
- Georg Wilhelm von Willich (1718–1792), kurfürstlich braunschweig-lüneburgischer Oberappellationsrat in Celle
- Henriette von Rüling, geborene von Willich (1755–1782), Ehefrau von Georg Ernst von Rüling wurde durch das Geöffnete Grab auf dem Gartenfriedhof in Hannover bekannt.[1]
- Georg Karl Udo von Willich (1838–1882), Ghzgl. oldenb. OSteuerkontrolleur, seine Ehefrau Aldofine, geborene von Schrader (1844–1925), auf Rondeshagen
- Julius von Willich (1871–1928), Sohn der Vorherigen, Mitinhaber von Rondeshagen (eine Tochter Luise aus der Ehe mit Alice Voigt)
- Karl Wilhelm Hans Alexander von Willich (1872–1945), Mitinhaber von Rondeshagen (eine Tochter Jutta aus erster Ehe mit Gertrud, Elde u. Freiin von Plotho)